# Edward Hodges Baily
Edward Hodges Baily RA FRS (Bristol, 10 de março de 1788 — Holloway, 22 de maio de 1867; às vezes incorretamente escrito Bailey) foi um escultor inglês, nascido em Downend, Bristol.

## Biografia
O pai de Baily, célebre entalhador de figuras de proa para navios, orientou-o para uma vida no comércio, mas mesmo na escola o rapaz mostrou seu gosto natural e talento produzindo inúmeros modelos em cera e bustos de seus colegas de turma. Aos catorze anos de idade, Baily foi colocado em uma casa mercantil, onde trabalhou durante os dois anos seguintes, embora ainda sentisse uma forte inclinação para suas habilidades artísticas. Aos dezesseis anos abandonou sua carreira comercial e começou a executar retratos em cera. Dois estudos homéricos, executados para um amigo, foram mostrados para John Flaxman, que lhes concedeu tal elogio que em 1807 Baily chegou a Londres para ser aluno do grande escultor. Em 1809, Baily ingressou nas Escolas da Academia Real Inglesa.
Em 1811 ganhou a medalha de ouro da Academia Real por um modelo de Hércules restituindo Alceste a Admeto, e logo depois exibiu Apolo atirando suas flechas contra os gregos e Hércules lançando Licas ao mar. Baily foi eleito Associado em 1817 e em 1821 Acadêmico da Academia Real Inglesa quando exibiu uma de suas melhores peças, Eva na Fonte. Foi-lhe confiado o entalhe em baixo-relevo no lado sul do Marble Arch no Hyde Park, e executou numerosos bustos e estátuas de figuras públicas, incluindo a mais conhecida estátua de Nelson, no alto da Coluna de Nelson, em Trafalgar Square, do Conde Grey, do Lorde Mansfield entre outros. Em 1857, o ano de seu afastamento da Royal Society, recebeu uma Turner Gold Medal por Pintura de Paisagem.
A eleição de Baily como membro da Royal Society (FRS) ocorreu em 1842. Entre seus alunos estavam William Theed (1804-1891), um escultor vitoriano, que produziu bustos e o grupo de esculturas África para o Albert Memorial, em Kensington Gardens e entre seus assistentes encontramos: Musgrave Watson (1804-1847) e Joseph Durham (1814-1877).
A insegurança financeira foi um tema recorrente em sua vida. Foi declarado pela primeira vez falido em 1831, e outra vez em 1838. Na primeira ocasião, as questões foram levadas ao Parlamento, porque sua dificuldade financeira resultava de atrasos em receber o pagamento pelas esculturas no Palácio de Buckingham. Felizmente, seus apelos à Royal Society para receber uma assistência financeira, foram bem sucedidos na década de 1830, e novamente na década de 1860, quando lhe proporcionaram uma pensão de 200 libras por ano como um honorário de aposentadoria.
Baily morreu no número 99 da Devonshire Road, Holloway em 22 de maio de 1867 e está enterrado no Cemitério de Highgate de Londres.

## Obras
Entre os muitos bustos e estátuas de personalidades científicas, religiosas e literárias (principalmente do período vitoriano, e algumas de períodos anteriores) feitas por Baily estão:
- Charles James Fox & Lorde Mansfield – St.Stephen's Hall, Westminster, Londres
- Lorde Byron – Harrow School; e Newstead Abbey, Nottinghamshire
- Michael Faraday – University Museum, Oxford
- Isaac Watts – Dr Watts' Walk, Cemitério de Abney Park, Stoke Newington, Londres
- Robert Peel – Market Place, Bury
- Horatio, Visconde Nelson – na Coluna de Nelson, Trafalgar Square, Londres
- Philip John Miles – Holy Trinity, Abbots Leigh
- Richard Owen – Royal College of Surgeons
- John Herschel – St. John's College, Cambridge
- Thomas Bewick – Literary and Philosophical Society of Newcastle upon Tyne
- James Knott – idem
- George Wyndham, 3° Conde de Egremont – St.Mary's, Petworth, Sussex
- Charles Grey, 2° Conde Grey – Grey Street, Newcastle upon Tyne
- George Stephenson, National Railway Museum, York
- Eve at the Fountain – Art Gallery, Cambridge
- Eve at the Fountain – Bristol City Museum and Art Gallery
- Eve listening to Adam – Victoria and Albert Museum, Londres
- Governador Richard Bourke – State Library of New South Wales, Sydney
- Athena – Athenaeum Club, Londres
- Thomas Picton – Carmarthen, País de Gales
- Chefe de Justiça Tindal – Tindal Square, Chelmsford, Essex
- Charles Metcalfe – Kingston, Jamaica
- Thomas Fleming, Catedral de Manchester
- Justiça – Old Council House, Bristol

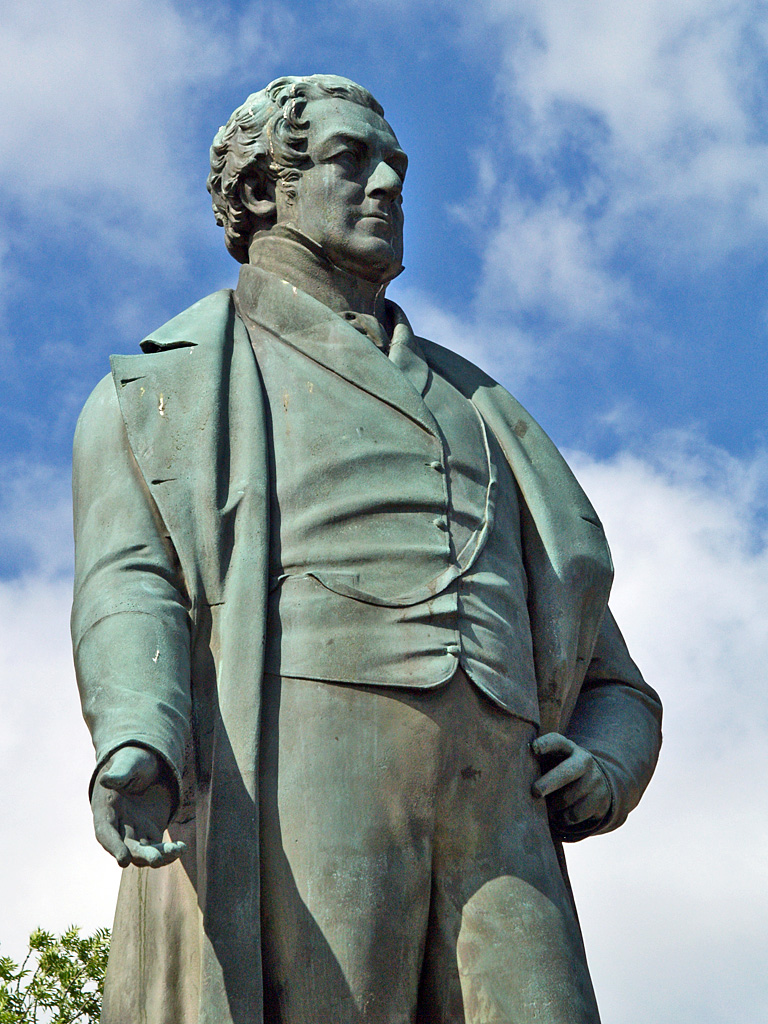
Estátua de Robert Peel em Bury
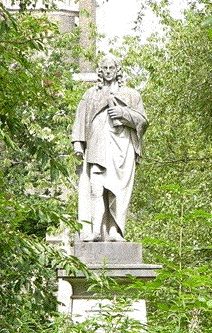
Estátua de Isaac Watts no Abney Park, Stoke Newington
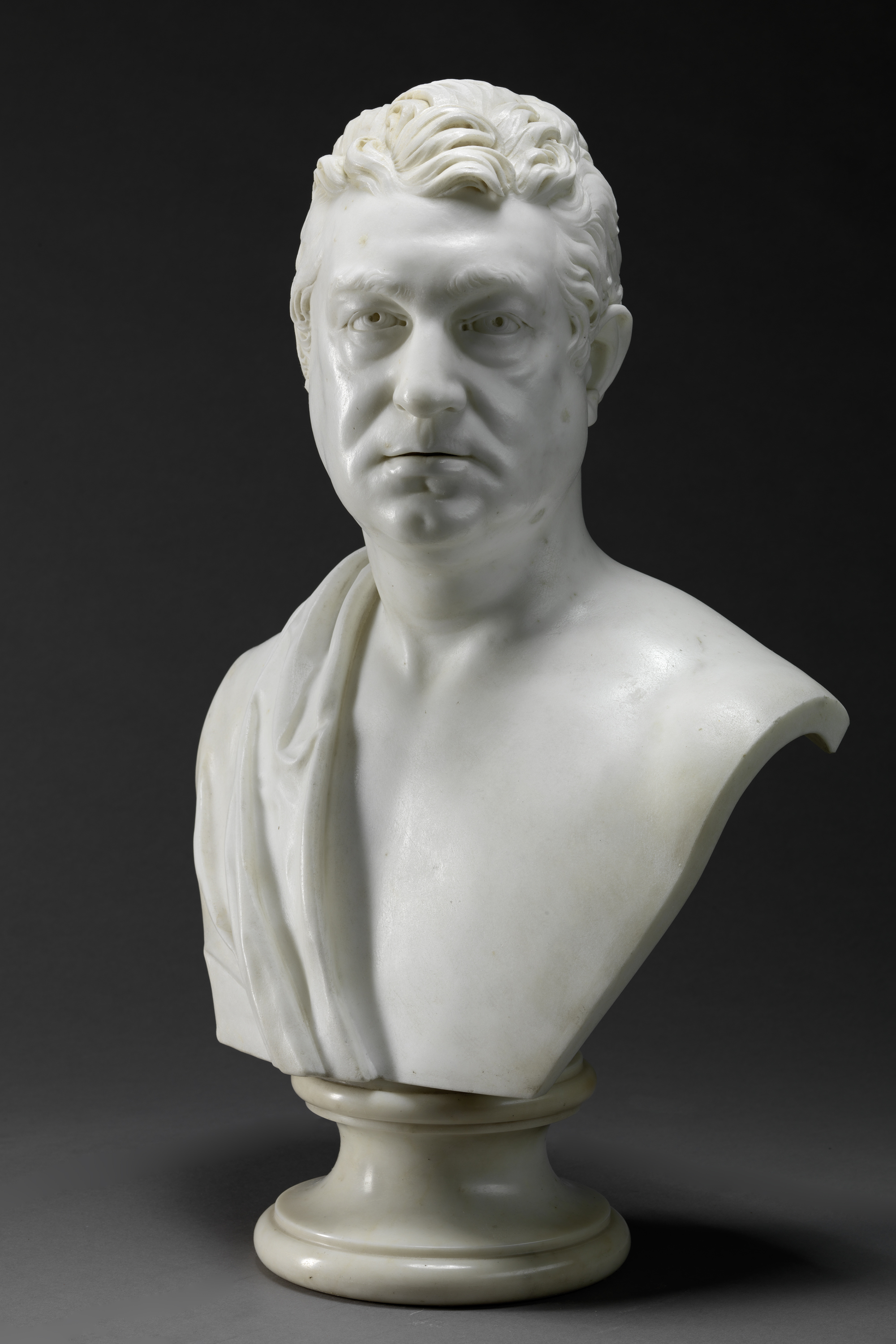
Busto de Edward Hodges (1820), Victoria and Albert Museum
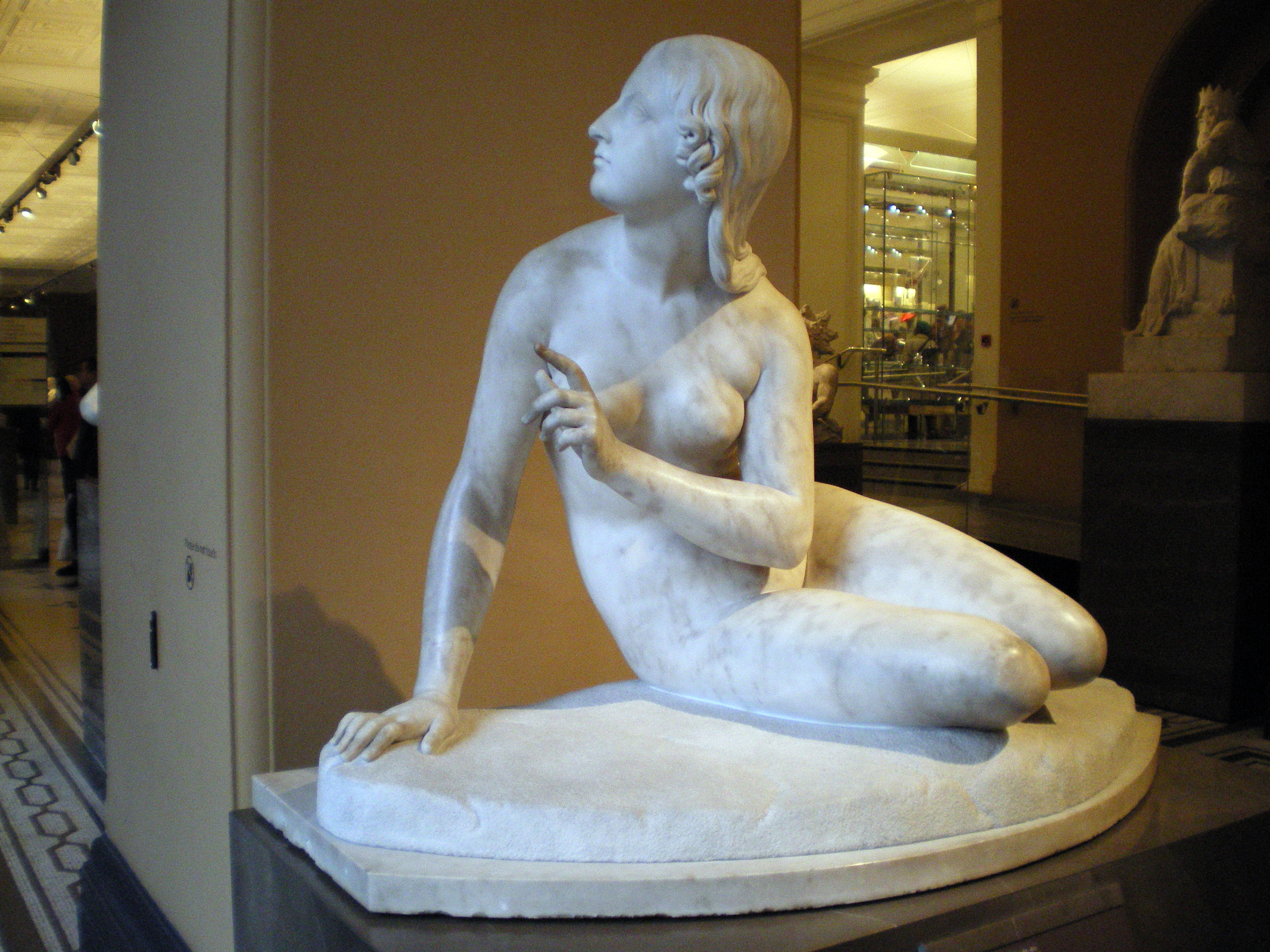
Eva ouvindo Adão, Victoria and Albert Museum
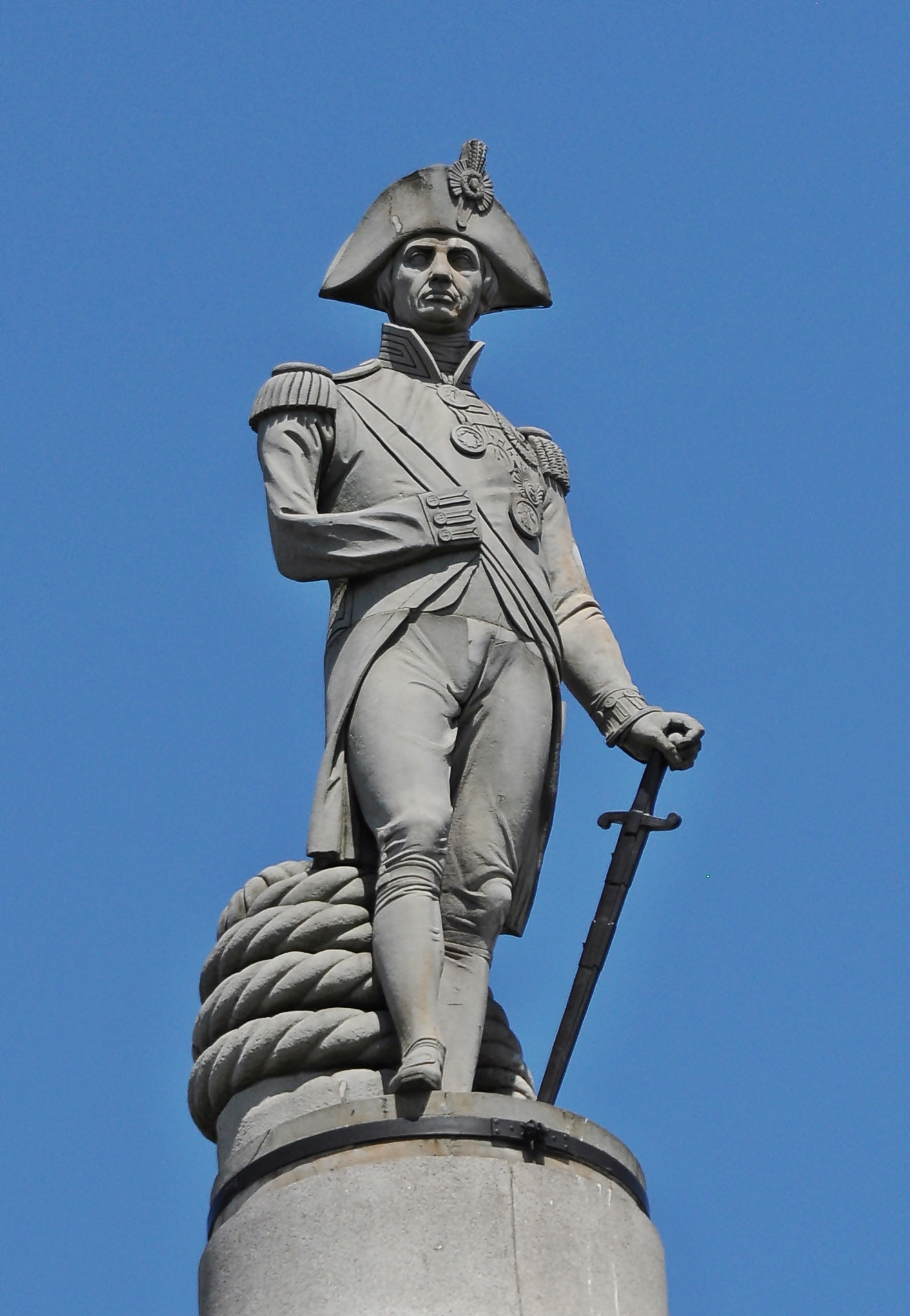
A estátua de Lorde Nelson no topo da Coluna de Nelson
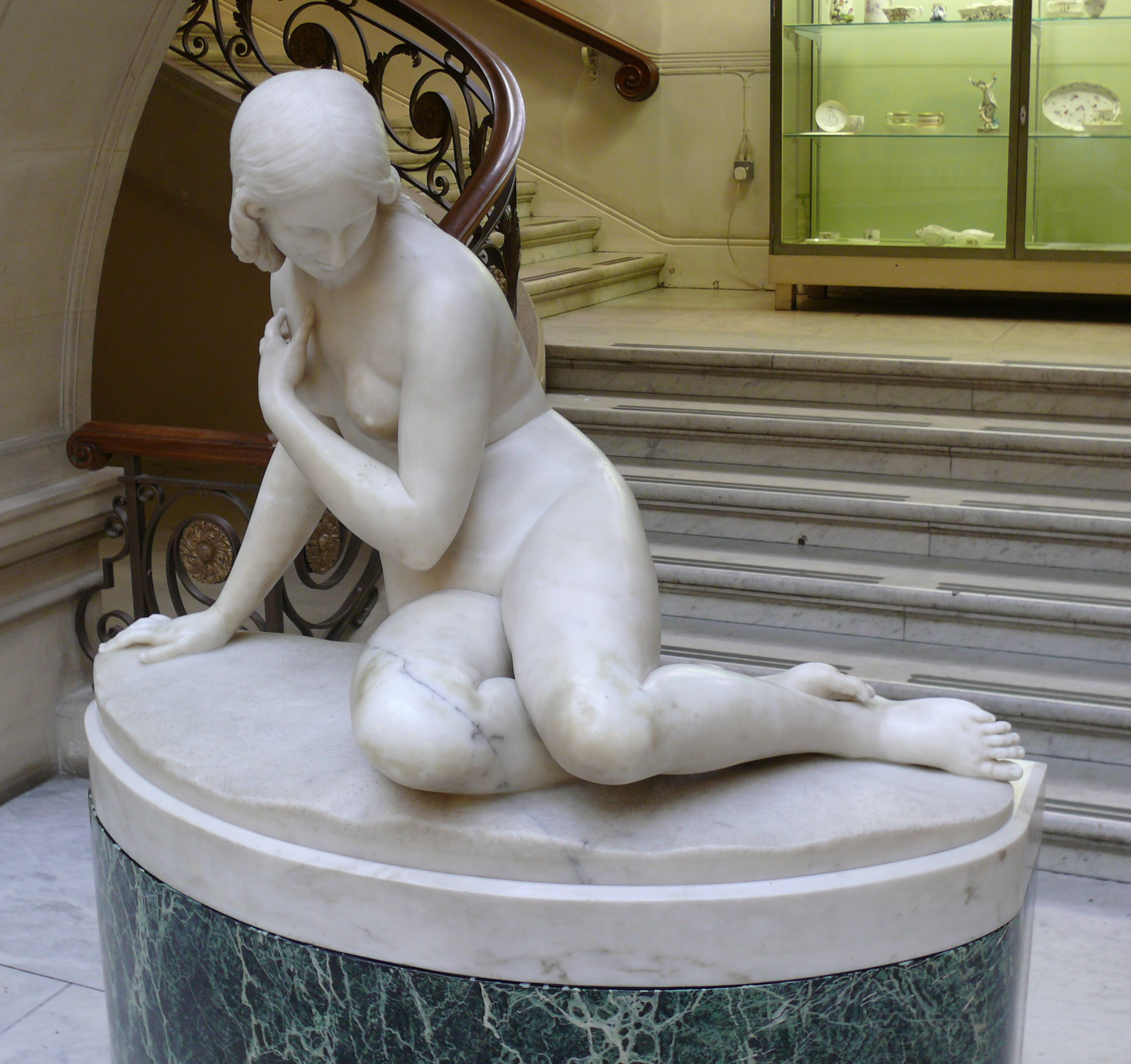
Eva na Fonte (1822), Bristol City Museum and Art Gallery